# سدیم آمید
سدیم آمید (به انگلیسی: Sodium amide) یک ترکیب شیمیایی با شناسه پاب‌کم ۲۴۵۳۳ است.